# Platypalpus ater
Platypalpus ater är en tvåvingeart som först beskrevs av Johan August Wahlberg 1844.  Platypalpus ater ingår i släktet Platypalpus och familjen puckeldansflugor. Arten är reproducerande i Sverige. Inga underarter finns listade i Catalogue of Life.